# 蔡州 (隋朝)
蔡州，隋朝时设置的州。
隋大业二年（606年），改溱州置，治所在上蔡县（同时改为汝阳县，在今河南省汝南县）。唐朝初年改豫州。唐宝应元年（762年），当是避唐代宗李豫讳，改为蔡州。唐朝时，户8万7千61，人口46万250。下领十县：汝阳县、朗山县、遂平县、上蔡县、新蔡县、褒信县、新息县、真阳县、平舆县、西平县。辖境相当今河南省淮河以北，桐柏山以东，洪河上游以南地区。唐朝中叶李希烈、吳元濟等藩镇先后割据于此。
金朝泰和后，辖境缩小。金朝末年，金哀宗由汴梁迁此。最终，蔡州城在蔡州之战中为南宋与蒙古联军所克。元至元三十年（1293年）升为汝宁府。地当汴、洛、淮、沔交通孔道。

## 行政區劃
| 唐朝蔡州辖县 | 唐朝蔡州辖县 |
| ------------ | --- |
| 762年        | 汝阳县、上蔡县、真阳县、新蔡县、褒信县、新息县、朗山县、郾城县、吴房县、平舆县、西平县                                           |
| 769年        | 汝阳县、上蔡县、真阳县、新蔡县、褒信县、新息县、朗山县、郾城县、吴房县、平舆县（西平县改属仙州）                                 |
| 770年        | 汝阳县、上蔡县、真阳县、新蔡县、褒信县、新息县、朗山县、郾城县、吴房县、平舆县（西平县来属）                                     |
| 781年        | 汝阳县、上蔡县、真阳县、新蔡县、褒信县、新息县、朗山县、吴房县、平舆县、西平县（郾城县改属溵州）                                 |
| 785年        | 汝阳县、上蔡县、真阳县、新蔡县、褒信县、新息县、朗山县、吴房县、平舆县、西平县（郾城县来属）                                     |
| 791年        | 汝阳县、上蔡县、真阳县、新蔡县、褒信县、新息县、朗山县、吴房县、平舆县、西平县、郾城县（新增汝南县）                             |
| 817年        | 汝阳县、真阳县、新蔡县、褒信县、新息县、朗山县、吴房县（改名遂平县，改属唐州）、平舆县、汝南县（郾城县、上蔡县、西平县改属溵州） |
| 818年        | 汝阳县、真阳县、新蔡县、褒信县、新息县、朗山县、平舆县（废除汝南县）                                                             |
| 821年        | 汝阳县、真阳县、新蔡县、褒信县、新息县、朗山县、平舆县（遂平县、上蔡县、西平县来属）                                             |
| 905年        | 汝阳县、真阳县、新蔡县、褒信县（改名苞孚县）、新息县、朗山县、平舆县、遂平县、上蔡县、西平县                                     |

## 刺史
| 隋朝蔡州刺史 - 段济（606年）其后改为汝南郡太守 唐朝蔡州刺史 - 李忠臣（770年—776年） - 李希烈（779年—786年） - 陈仙奇（786年） - 李谅（786年，遥领） - 吴少诚（786年—809年） - 李宥（810年，遥领） - 吴少阳（809年—814年） - 吴元济（814年—817年） - 裴度（817年） - 马总（817年—818年） - 杨元卿（818年，未任） - 刘元鼎（818年） - 丁俛（818年） - 高瑀（长庆年间） - 陆亘（长庆年间） - 王茂元（宝历年间） | - 柏元封（827年） - 韩威（838年） - 杨敬之（唐文宗时） - 田群（会昌年间） - 南卓（会昌末年） - 李丛（858年） - 刘符（咸通年间） - 皇甫德骥 - 张巨济 - 秦宗权（880年—889年） - 赵犨（885年—888年） - 申丛（889年） - 郭璠（889年） - 崔洪（897年—899年） - 朱友裕（899年—901年） - 朱延寿（902年） - 黄文靖（905年—906年） |